# Mohamed Abdelwahab
Mohamed Abdelwahab (ar. محمد عبد الوهاب لاعب, ur. 13 lipca 1983 w Fajum, zm. 31 sierpnia 2006 w Kairze) – egipski piłkarz grający na pozycji lewego obrońcy.

## Kariera klubowa
Karierę piłkarską Abdelwahab rozpoczął w klubie Aluminium Nag Hammâdi. W 2002 roku zadebiutował w jego barwach w pierwszej lidze egipskiej. W 2003 roku przeszedł do kairskiego ENPPI Club, a w 2004 roku został piłkarzem Al-Ahly Kair. W 2005 roku po raz pierwszy został mistrzem Egiptu, a tytuł mistrzowski wywalczył także w latach 2006 roku. W latach 2005 i 2006 zdobywał z Al-Ahly Puchar Mistrzów Afryki (w finale Al-Ahly pokonał kolejno Étoile Sportive du Sahel i Club Sportif Sfaxien). W 2006 był też zdobywcą Pucharu Egiptu.

## Kariera reprezentacyjna
W reprezentacji Egiptu Abdelwahab zadebiutował 29 maja 2004 roku w wygranym 2:0 towarzyskim spotkaniu z Gabonem. W 2006 roku był w kadrze Egiptu na Puchar Narodów Afryki 2006. Grał w podstawowym składzie i wywalczył z Egiptem mistrzostwo Afryki. Na tym turnieju rozegrał 6 spotkań: grupowe z Libią (3:0), z Marokiem (0:0) i z Wybrzeżem Kości Słoniowej (3:1), ćwierćfinałowe z Demokratyczną Republiką Konga (4:1), półfinałowe z Senegalem (2:1) i finałowe z Wybrzeżem Kości Słoniowej (0:0 k. 4:2). Od 2004 do 2006 roku rozegrał w kadrze narodowej 18 meczów i strzelił 1 gola.

## Śmierć
31 sierpnia 2006 podczas treningu Al-Ahly Abdelwahab zemdlał. Został przewieziony do szpitala w Kairze, jednak lekarze nie zdołali go uratować. Jako przyczynę śmierci podano wadę serca. W pogrzebie uczestniczył selekcjoner reprezentacji Egiptu Hassan Shehata i jej zawodnicy. Numer 3 w zespole Al-Ahly został zastrzeżony.